# 傑克·派卡德
傑克·派卡德（英語：Jake Packard，1994年6月20日—）是澳大利亞的一位游泳運動員，主要擅長蛙泳。他代表澳大利亞參加了2016年奧運會男子4×100米混合泳接力的比賽，並獲得了銅牌。他也參加了2015年世界游泳錦標賽。